# 기묘사화
기묘사화(己卯士禍)는 1519년(중종 14) 음력 11월에 조선에서 중종의 주도로 남곤(南袞), 심정(沈貞), 홍경주(洪景舟), 김전(金詮), 중종(中宗) 등이 조광조(趙光祖), 김식 등 신진사림의 핵심인물들을 몰아내어 죽이거나 귀양보낸 사건이다. 조광조 등의 세력 확장과 위훈 삭제에 대한 불만이 원인 중 하나였다. 신진 사림파의 급진적인 개혁정책 역시 그들을 지지하던 정광필, 안당 등의 반감을 사면서 지원받지 못하였다. 남곤, 심정, 김전, 홍경주, 고형산 등은 후궁과 궐내 세력을 이용하여 조광조 일파의 제거 여론을 조성하여 제거하는 데 성공한다. 이때 희생된 인물들은 후일 기묘명현(己卯名賢)으로 부른다.
중종은 당시 승지들도 모르게 대소신료에게 갑자기 입궐명령을 내렸고, 홍경주, 김전, 남곤, 심정, 정광필, 안당 등은 갑자기 소환명령을 받고 경복궁의 북쪽 문이었던 신무문을 통해 들어와 승지들 모르게 회의를 열었다. 학계에서는 이를 사실상 친위 쿠데타로 규정한다.

## 원인
연산군 때의 무오·갑자사화로 김종직(金宗直)의 제자들이 당하여 유학은 쇠퇴하고 기강도 문란해졌는데, 연산군을 폐하고 왕위에 오른 중종은 연산군의 악정(惡政)을 개혁함과 동시에 중종 반정 이후 무한대로 축재와 권력남용을 하던 공신 세력을 견제할 목적으로 연산군 때 쫓겨난 신진사류를 등용하고, 대의명분과 오륜(五倫)의 도를 가장 존중하는 성리학을 크게 장려하였다
이때 조광조 등 젊은 선비들이 대거 등용되었다. 조광조는 김종직의 제자 중 성리학에 대한 연구가 가장 깊었던 김굉필(金宏弼)의 제자로 한국 성리학의 정통(正統)을 계승한 사람이었다. 1515년(중종 10년)에 성균관 유생 2백여 명이 연명(連名)하여 그를 천거하였고, 이조판서 안당(安塘)도 그를 추천하였으므로 곧장 6품의 관직에 임명되었다. 그 뒤 왕의 두터운 신임을 얻어 5년간에 걸쳐 정계에서 활약하게 되었다. 그는 유교를 정치와 교화(敎化)의 근본으로 삼아 삼대(三代)의 왕도정치(王道政治)를 실현하려고 하였다.
김종직이 출사한 이래 계속 중앙으로의 진출을 꾀하던 사림파의 뜻과도 부합되었으므로 이들은 중종의 영입 노력을 적극 수용하였다.

### 왕권 강화
중종 반정으로 공신이 된 박원종, 유자광, 유순정, 성희안, 홍경주 등은 권력을 장악하여 세력을 확장했고, 이들 공신들의 권력 남용은 왕권을 넘보는 수준까지 이르렀다.
왕권까지 우습게 보는 도를 넘어선 훈구파 공신들의 월권행위에 제동을 걸 필요성을 느꼈던 중종은 새로운 대안 세력을 모색하게 된다. 또, 중종 반정 이후 신료들 사이에 왕을 선택할 수 있다(택군)는 사상이 은연중에 조성되어 중종 등의 불안감을 증폭시켰다.

### 훈구 및 구 관료와의 갈등
사림파가 성리학을 지나치게 중시한 나머지 고려 이래 수 백 년간 장려하여 온 사장(詞章)의 학을 배척하자 남곤·이행(李荇) 등의 사장파(詞章派)와 서로 대립하게 되었으며, 또한 현실을 돌보지 않고 주자학에 따라 종전의 제도를 급진적으로 혁파하려 하였고, 풍속·습관까지 바꾸려 했기 때문에 남곤, 심정, 정광필(鄭光弼) 등 보수파의 훈구재상과 서로 대립하게 되었다.
정광필, 안당 등은 사림파에 대단히 우호적이었고 사림파 발탁에 힘을 기울였지만 사림 인사들의 지나친 공세로 사이가 틀어지게 되었다. 또한 같은 사림으로 김종직의 문인 가운데 한 사람이었던 남곤 역시 이들의 과격한 급진 개혁에 염증을 느끼고 있었다.
당시의 훈구 재상으로 조광조 등의 탄핵을 받지 않은 사람은 거의 없었으며, 모두 세력을 잃고 불평을 품게 되었다. 특히 조광조 등이 '정국공신(靖國功臣) 가운데는 공신으로서의 자격이 없는 사람이 많으니 이들의 공신호를 박탈하자'고 건의하여, 마침내 전 공신의 4분의 3에 해당하는 76명의 공신호를 박탈하자 이에 놀란 훈신(勳臣)들은 수단을 가리지 않고 모략·중상에 나섰으니, 이것이 조광조 일파의 젊은 선비들이 화를 당하게 된 직접적 원인 가운데 하나였다.
그 위에 처음에는 중종도 조광조 등의 혁신적인 정치를 후원하였으나 조광조의 정치가 혁신성을 잃고 도학적(道學的) 언행만을 되풀이하자 점차 총애를 거두었다. 실록에 따르면 기묘사화 일이년 전부터 중종의 총애가 이미 조광조로부터 떠나고 있었으며 조광조는 중종이라는 후원자가 없자 점차 정계에서 고립되고 있었다.

## 과정
불평이 많은 훈구파의 홍경주, 김전, 고형산 등과 심정, 남곤 등은 연합하여 조광조 일파를 타도할 계획을 세운다. 홍경주는 그 자신의  딸이 희빈(熙嬪)으로 중종을 모시고 있는 것을 이용하고, 심정, 남곤 등은 경빈 박씨 등과 친분이 있는 것을 이용, 이들 후궁들에게 호소하여 조광조 타도에 발 벗고 나섰다. 희빈 홍씨와 경빈 박씨 등은 나인들을 시켜 궁궐 안팎의 나뭇잎에 꿀을 발라서 벌레들이 파먹게 한다. 희빈 등은 천하의 인심이 조광조를 지지하니 조광조는 공신들을 제거한 후에 스스로 임금 될 꿈을 꾸고 있다는 소문을 퍼뜨리는 동시에 대궐 안의 나뭇잎에 꿀로 “走肖爲王”(주초위왕)이라는 4자를 써서 벌레가 파먹게 하고, 이것이 묘하게 글자로 남은 것을 임금에게 보여 큰 충격을 주었다. 이때 “走肖”는 “趙”(조)의 파자에 해당하며, 이는 은연중에 조광조가 왕위에 오른다는 참언이었다.
한편 북문으로 조정에 들어온 고관들은 비밀리에 회의를 진행한다. 남양군 홍경주와 예조판서 남곤, 공조판서 김전, 호조판서 고형산(高荊山), 도총관 심정 등은 비밀리에 모의한 끝에 홍경주가 일당을 대표하여 조광조 등이 당파를 만들어 과격한 일을 자행하고 정치를 어지럽히니 처벌해야 한다고 임금 중종에게 밀고하였다.
마침내 중종은 대사헌 조광조와 우참찬 이자(李耔), 도승지 유인숙(柳仁淑), 좌부승지(左副承旨) 박세희(朴世熹), 우부승지(右副承旨) 홍언필(洪彦弼)을 비롯하여 조광조파로 지목되는 많은 사람을 잡아 가두게 하였다.
홍경주, 김전, 심정 등은 당장 이들을 때려 죽이려 하였으나 병조판서 이장곤(李長坤)과 좌의정 안당이 임금께 간절히 말렸고, 영의정 정광필은 “젊은 선비들이 현실을 모르고 옛날 제도를 그대로 인용하여 실시하고자 한 것”이라 눈물을 흘리며 간곡히 말렸으나 왕은 듣지 않았다. 남곤은 유배나 파면 선에서 해결하면 될 것이라고 의견을 피력했지만 역시 거절당한다. 이후 이장곤과 안당은 이로 인하여 옥에 갇혔다.
이날 성균관의 유생 천여 명이 달려와서 광화문 밖에 모여 조광조 등의 억울함을 울며 호소하니 주모자 이약수(李若水) 등 몇 명을 체포하자 모두 자진 포승을 지고 들어가 감옥은 가득 차 있었다고 역사에 기록되어 있다. 이후 비밀 회의에 참여한 신하들에게 서훈을 내렸지만 남곤 등은 상훈을 거절하고, 관직 사퇴를 청하기도 한다.

## 결과
조광조는 능주(綾州)에 귀양갔다가 곧 사약(賜藥)을 받고 죽었으며, 김정(金淨)과 기준(奇遵), 한충(韓忠), 김식(金湜) 등은 귀양갔다가 사형 또는 자살, 김구(金絿), 박세희, 박훈 등은 귀양갔는데 모두 30대의 청년이었다.
또 그들을 옹호하던 안당과 김안국(金安國), 김정국(金正國) 형제와 김세필(金世弼)은 파면되었다.
뒤이어 김전은 영의정, 남곤은 좌의정이 되고, 이유청(李惟淸)은 우의정이 되었고 현량과도 곧 폐지되었다. 이 옥사가 기묘년(己卯年)에 일어났으므로 기묘사화라 하며, 이때 죽은 사람들을 후에 기묘명현(己卯名賢)이라 하였다.
한편 김종직의 문하생으로 훈구파와 함께 조광조일파의 숙청에 가담했던 남곤은 후배 사림으로부터 인정받지 못하고 조선이 멸망할 때까지 간사한 인물로 매도되었다.

## 의의
이를 계기로 사림들의 정치적 진출이 막히게 되었다. 그러나 이는 성리학의 학문적 발전이 이루어지는 계기도 되었다.

## 같이 보기
| - 갑자사화 - 무오사화 - 성리학 - 조광조 - 김식 - 안당 - 박원종 - 유순정 - 남곤 - 정광필 - 고형산 | - 심정 - 김안로 - 중종반정 - 을사사화 - 박원종 - 유자광 - 윤지임 - 홍경주 - 희빈 홍씨 - 경빈 박씨 | - 신사무옥 - 이연경 - 이준경 - 홍길동 - 을묘왜변 - 유담년 - 유인숙 - 이기 - 심연원 - 심통원 - 전우치 |